# 曼尼拉 (亞利桑那州)
曼尼拉（英語：Manila）是位於美國亞利桑那州納瓦霍縣的一個非建制地區。該地的面積和人口皆未知。

## 地理
曼尼拉的座標為34°57′54″N 110°24′48″W / 34.96500°N 110.41333°W，而該地的平均海拔高度為1510米（即4954英尺）。